# Loganville (Wisconsin)
Loganville és una població dels Estats Units a l'estat de Wisconsin. Segons el cens del 2000 tenia 276 habitants.

## Demografia
Segons el cens del 2000, Loganville tenia 276 habitants, 119 habitatges, i 81 famílies. La densitat de població era de 532,8 habitants per km².
Dels 119 habitatges en un 33,6% hi vivien nens de menys de 18 anys, en un 52,1% hi vivien parelles casades, en un 10,9% dones solteres, i en un 31,9% no eren unitats familiars. En el 28,6% dels habitatges hi vivien persones soles l'11,8% de les quals corresponia a persones de 65 anys o més que vivien soles. El nombre mitjà de persones vivint en cada habitatge era de 2,32 i el nombre mitjà de persones que vivien en cada família era de 2,85.
Per edats la població es repartia de la següent manera: un 24,6% tenia menys de 18 anys, un 7,2% entre 18 i 24, un 34,8% entre 25 i 44, un 21,7% de 45 a 60 i un 11,6% 65 anys o més.
L'edat mediana era de 36 anys. Per cada 100 dones de 18 o més anys hi havia 92,6 homes.
La renda mediana per habitatge era de 34.688 $ i la renda mediana per família de 38.250 $. Els homes tenien una renda mediana de 28.750 $ mentre que les dones 20.000 $. La renda per capita de la població era de 15.737 $. Aproximadament el 5,6% de les famílies i el 7,9% de la població estaven per davall del llindar de pobresa.

## Poblacions més properes
El següent diagrama mostra les poblacions més properes.